# Alt.end
alt.end è un singolo del gruppo musicale inglese The Cure, pubblicato nel 2004 dalla Universal Music solo negli Stati Uniti ed è la versione alternativa di Taking Off.
Il singolo contiene due canzoni aggiuntive inedite, Why Can't I Be Me? e Your God Is Fear nelle quali Porl Thompson suona la chitarra. Troviamo questi due titoli anche sul singolo Taking Off.
Il videoclip di alt.end viene incluso in un CD-ROM del singolo.

## Tracce
1. alt.end – 3:00
2. Why Can't I Be Me? – 4:17
3. Your God Is Fear – 5:06